# Othreis columbina
Othreis columbina är en fjärilsart som beskrevs av Achille Guenée 1852. Othreis columbina ingår i släktet Othreis och familjen nattflyn. Inga underarter finns listade i Catalogue of Life.